# Ronde van Catalonië 2011
De 91e editie van de Ronde van Catalonië (Catalaans: Volta a Catalunya) werd van 21 tot en met 27 maart verreden in de autonome regio Catalonië in Spanje. De ronde maakte deel uit van de UCI World Tour 2011. Dit jaar was het honderd jaar geleden dat deze wedstrijd voor het eerst werd ingericht.
De Spaanse wielrenner Alberto Contador won de ronde in eerste instantie, maar zijn overwinning werd geschrapt vanwege een dopingschorsing. De Italiaan Michele Scarponi werd achteraf tot de nieuwe winnaar uitgeroepen.

## Deelnemende ploegen
Er nemen 24 teams nemen deel aan deze editie. Elk team startte met 8 renners, wat het totaal aantal deelnemers op 192 bracht.
| 18 UCI World Tour-ploegen | 18 UCI World Tour-ploegen | 18 UCI World Tour-ploegen | 6 wildcards                         |
| ------------------------- | ------------------------- | ------------------------- | ----------------------------------- |
| AG2R-La Mondiale          | Team Katjoesja            | Quick Step                | Andalucía-Caja Granada              |
| Pro Team Astana           | Lampre-ISD                | Rabobank                  | Caja Rural                          |
| BMC Racing Team           | Team Leopard-Trek         | Team RadioShack           | Cofidis, le crédit en ligne         |
| Euskaltel-Euskadi         | Liquigas-Cannondale       | Saxo Bank-Sungard         | Geox-TMC                            |
| Team Garmin-Cervélo       | Team Movistar             | Sky ProCycling            | CCC Polsat Polkowice                |
| Team HTC-High Road        | Omega Pharma-Lotto        | Vacansoleil-DCM           | Café de Colombia-Colombia es Pasión |

## Etappes en uitslagen
| Etappe | Datum    | Start - Aankomst                             | Afstand  | Type       | Winnaar             | Ploeg              | Klassementsleider | Ploeg              |
| ------ | -------- | -------------------------------------------- | -------- | ---------- | ------------------- | ------------------ | ----------------- | ------------------ |
| 1e     | 21 maart | Lloret de Mar - Lloret de Mar                | 166,9 km | Heuvelrit  | Gatis Smukulis      | Team HTC-High Road | Gatis Smukulis    | Team HTC-High Road |
| 2e     | 22 maart | Santa Coloma de Farners - Banyoles           | 169,3 km | Vlakke rit | Alessandro Petacchi | Lampre-ISD         | Gatis Smukulis    | Team HTC-High Road |
| 3e     | 23 maart | La Vall d'en Bas - Andorra (Vallnord)        | 189,4 km | Bergrit    | Alberto Contador    | Saxo Bank-Sungard  | Alberto Contador  | Saxo Bank-Sungard  |
| 4e     | 24 maart | La Seu d'Urgell - El Vendrell                | 195,0 km | Heuvelrit  | Manuel Cardoso      | Team RadioShack    | Alberto Contador  | Saxo Bank-Sungard  |
| 5e     | 25 maart | El Vendrell - Tarragona                      | 205,8 km | Heuvelrit  | Samuel Dumoulin     | Cofidis            | Alberto Contador  | Saxo Bank-Sungard  |
| 6e     | 26 maart | Tarragona - Mollet del Vallès                | 184,5 km | Heuvelrit  | José Joaquín Rojas  | Team Movistar      | Alberto Contador  | Saxo Bank-Sungard  |
| 7e     | 27 maart | Parets del Vallès - Barcelona (Pla de Palau) | 124,5 km | Vlakke rit | Samuel Dumoulin     | Cofidis            | Alberto Contador  | Saxo Bank-Sungard  |

## Eindresultaten
| plaats | naam               | ploeg               | tijd      |
| ------ | ------------------ | ------------------- | --------- |
|        | Alberto Contador   | Saxo Bank-Sungard   | 29u24'42" |
|        | Michele Scarponi   | Lampre-ISD          | 29u25'05" |
| 2      | Daniel Martin      | Team Garmin-Cervélo | + 0'12"   |
| 3      | Chris Horner       | Team RadioShack     | z.t.      |
| 4      | Rigoberto Urán     | Sky ProCycling      | + 0'15"   |
| 5      | Xavier Tondó       | Team Movistar       | z.t.      |
| 6      | Ivan Basso         | Liquigas-Cannondale | z.t.      |
| 7      | Cadel Evans        | BMC Racing Team     | + 0'27"   |
| 8      | Kevin Seeldraeyers | Quick Step          | + 0'49"   |
| 9      | Bauke Mollema      | Rabobank            | z.t.      |

| Plaats     | Naam         | Ploeg                  | Punten |
| ---------- | ------------ | ---------------------- | ------ |
| Witte trui | Rubén Pérez  | Euskaltel-Euskadi      | 18     |
| 2          | José Toribio | Andalucía-Caja Granada | 11     |
| 3          | Ben Gastauer | AG2R-La Mondiale       | 5      |

| Plaats    | Naam              | Ploeg                               | Punten |
| --------- | ----------------- | ----------------------------------- | ------ |
| Rode trui | Nairo Quintana    | Colombia es Pasión-Café de Colombia | 47     |
| 2         | Alberto Contador  | Saxo Bank-Sungard                   | 42     |
| 3         | Steven Kruijswijk | Rabobank                            | 41     |

| Plaats | Ploeg           | Tijd      |
| ------ | --------------- | --------- |
| 1      | Team RadioShack | 88u16'16" |
| 2      | Rabobank        | + 1'26"   |
| 3      | Sky ProCycling  | + 2'30"   |

## Klassementen per etappe
| Etappe    | Winnaar             | Algemeen klassement               | Bergklassement   | Puntenklassement     | Ploegenklassement  |
| --------- | ------------------- | --------------------------------- | ---------------- | -------------------- | ------------------ |
| 1         | Gatis Smukulis      | Gatis Smukulis                    | Gatis Smukulis   | Ben Gastauer         | Team HTC-High Road |
| 2         | Alessandro Petacchi | Gatis Smukulis                    | Julián Sánchez   | Rubén Pérez          | Team HTC-High Road |
| 3         | Alberto Contador    | Alberto Contador                  | Alberto Contador | José Vicente Toribio | Team RadioShack    |
| 4         | Manuel Cardoso      | Alberto Contador                  | Alberto Contador | Rubén Pérez          | Team RadioShack    |
| 5         | Samuel Dumoulin     | Alberto Contador                  | Nairo Quintana   | Rubén Pérez          | Team RadioShack    |
| 6         | José Joaquín Rojas  | Alberto Contador                  | Nairo Quintana   | Rubén Pérez          | Team RadioShack    |
| 7         | Samuel Dumoulin     | Alberto Contador                  | Nairo Quintana   | Rubén Pérez          | Team RadioShack    |
| Eindstand | Eindstand           | Alberto Contador Michele Scarponi | Nairo Quintana   | Rubén Pérez          | Team RadioShack    |

1911 · 1912 · 1913 · 1914-1919 · 1920 · 1921-1922 · 1923 · 1924 · 1925 · 1926 · 1927 · 1928 · 1929 · 1930 · 1931 · 1932 · 1933 · 1934 · 1935 · 1936 · 1937 · 1938 · 1939 · 1940 · 1941 · 1942 · 1943 · 1944 · 1945 · 1946 · 1947 · 1948 · 1949 · 1950 · 1951 · 1952 · 1953 · 1954 · 1955 · 1956 · 1957 · 1958 · 1959 · 1960 · 1961 · 1962 · 1963 · 1964 · 1965 · 1966 · 1967 · 1968 · 1969 · 1970 · 1971 · 1972 · 1973 · 1974 · 1975 · 1976 · 1977 · 1978 · 1979 · 1980 · 1981 · 1982 · 1983 · 1984 · 1985 · 1986 · 1987 · 1988 · 1989 · 1990 · 1991 · 1992 · 1993 · 1994 · 1995 · 1996 · 1997 · 1998 · 1999 · 2000 · 2001 · 2002 · 2003 · 2004 · 2005 · 2006 · 2007 · 2008 · 2009 · 2010 · 2011 · 2012 · 2013 · 2014 · 2015 · 2016 · 2017 · 2018 · 2019 · 2020 · 2021 · 2022 · 2023 · 2024
 Tour Down Under · 
 Parijs-Nice · 
 Tirreno-Adriatico · 
 Milaan-San Remo · 
 Ronde van Catalonië · 
 Gent-Wevelgem · 
 Ronde van Vlaanderen · 
 Ronde van het Baskenland · 
 Parijs-Roubaix · 
 Amstel Gold Race · 
 Waalse Pijl · 
 Luik-Bastenaken-Luik · 
 Ronde van Romandië · 
 Ronde van Italië · 
 Critérium du Dauphiné · 
 Ronde van Zwitserland · 
 Ronde van Frankrijk · 
 Clásica San Sebastián · 
 Ronde van Polen · 
  Eneco Tour · 
 Ronde van Spanje · 
 Vattenfall Cyclassics · 
 GP Ouest France-Plouay · 
 Grote Prijs van Quebec · 
 Grote Prijs van Montreal · 
 Ronde van Peking · 
 Ronde van Lombardije